# Rudarstvo litijuma u Australiji
Australija ima jednu od najvećih rezervi litijuma i najveći je proizvođač litijuma po težini, pri čemu najveći deo proizvodnje dolazi iz rudnika u Zapadnoj Australiji. Većina australijskog litijuma se proizvodi od tvrdog spodumena, za razliku od drugih velikih proizvođača poput Argentine, Čilea i Kine, koji ga proizvode uglavnom iz slanih jezera.
Najveći svetski rudnik litijuma iz tvrdog kamena, rudnik Grinbuš, nalazi se u Zapadnoj Australiji. Sa njim sarađuju kineska kompanija Tijanki Litijum i australijske kompanije Talison Litijum i IGO Limited. Godine 2021, doprineo je sa 40% litijuma koji se kopa u Australiji.
Značajniji rudnici litijuma u Australiji su: Orokobr, Kor litijum, Pilbara minerali, Mineralni resursi i Altura Majning.